# Marko Vogel
Marko Vogel (* 18. Juli 1966) ist ein deutscher Poolbillardspieler.

## Karriere
1983 wurde Marko Vogel Deutscher Meister der Junioren. Ein Jahr später gewann er bei der Jugend-Europameisterschaft Bronze im 8-Ball der Junioren.
Bei den Swiss Open 2007 erreichte Vogel die Finalrunde, schied aber bereits im Sechzehntelfinale gegen den Engländer Mark Gray aus.
Im März 2009 gewann er mit Bronze bei den Italy Open seine bislang einzige Euro-Tour-Medaille. Im Halbfinale unterlag er seinem Landsmann Ralf Souquet mit 7:9.
Im November desselben Jahres nahm er erstmals an einer Weltmeisterschaft teil, schied aber bei der 10-Ball-WM sieglos in der Vorrunde aus.
Bei den Longoni Benelux Open 2010 wurde Vogel, wie schon im Vorjahr, Fünfter.
Wenige Wochen später erreichte er das Viertelfinale der Portugal Open, verlor dieses jedoch gegen den Polen Karol Skowerski.
Im Januar 2012 wurde er Siebzehnter bei den Paris Open.
Beim Deurne City Classic 2014 erreichte Vogel den 17. Platz im 9-Ball.